# Туъм
Ту̀ъм (на английски: Tuam; на ирландски: Tuaim), на английски се произнася [ˈtʃuːəm], най-близко до Чу̀уъм) е град в Западна Ирландия, провинция Конахт на графство Голуей. Намира се на 34 km северно от главния административен център на графството град Голуей. Има жп гара от 27 септември 1860 г. и две катедрали. Населението му е 3104, а с прилежащите му околности 6885 жители от преброяването през 2006 г. 

## Побратимени градове
- Щраубинг, Германия